# Strigapoderopsis zambicus
Strigapoderopsis zambicus es una especie de coleóptero de la familia Attelabidae.

## Distribución geográfica
Habita en Zambia.